# Lise Dion
Pour les articles homonymes, voir Dion.
Lise Dion, née le 18 septembre 1955 à Montréal, est une humoriste et actrice québécoise.

## Biographie
Elle se fait tout d'abord reconnaître en gagnant le premier prix du concours de sketches Bell Canada, puis par le Festival Juste pour rire « Découverte féminine et Grande Révélation » du festival l'année suivante.
En février 1997, elle lance son premier spectacle intitulé Lise Dion dans son premier one woman show. Succès retentissant, elle obtient trois Félix au Gala de l'ADISQ de 1998 : Révélation de l'année, Spectacle de l'année - humours et Scripteurs de spectacles de l'année (avec François Léveillée, Peter MacLeod, le numéro de golf de Julie Caron et Louis-Philippe Rivard). Son spectacle en fait la cinquième artiste et première femme à recevoir la certification pour 300 000 billets vendus. 
Elle réitère avec un second spectacle où 100 000 billets sont vendus avant la première. Elle se mérite quatre trophées lors du Gala des Olivier de 2002 : Numéro d’humour de l’année, Performance scénique de l’année, Spectacle d’humour de l’année et Humoriste de l’année, qu’elle a déjà remporté à deux reprises en 1999 et en 2000. 
En avril 2003, Lise Dion réussissait un autre exploit. Elle devenait l’une des rares artistes, et la seule femme, à présenter son spectacle 50 fois au théâtre St-Denis. Près d'un demi-million de billets de ce nouveau spectacle se sont écoulés. Il est présenté jusqu’en mai 2005.
En décembre 2005, le DVD de ce spectacle est certifié quintuple platine, soit 50 000 copies vendues. Il s'agirait du meilleur vendeur DVD de spectacles d'humour de tous les temps. En 2002, Dion a reçu quatre Olivier pour ce DVD. La même année, Dion reçoit deux prix Félix pour le spectacle qui lui a donné naissance. La plupart de ses textes sont écrits par François Léveillée. Elle interprète le rôle de Manda Parent dans le film Ma vie en cinémascope (2004) qui relate la vie d'Alys Robi et qui fut réalisé par Denise Filiatrault. De 2003 à 2007, elle a interprété le rôle de Laura Cadieux dans la série télévisée inspiré des deux films de Laura Cadieux Le Petit Monde de Laura Cadieux basé sur l'œuvre littéraire de Michel Tremblay qui fut aussi réalisé par Denise Filiatrault. En 2009, elle obtient le rôle de Marise Lavoie dans la série télévisée, Le Gentleman. Elle joue aussi le rôle de Drucilla Fleischman de 2006 à 2007 dans la série Le cœur a ses raisons, infirmière diplômée, ex-fiancée de Brett Montgommery et bombe sexuelle (saisons 2 et 3).
En 2007, elle fête ses vingt ans de carrière. Elle souligne cet événement par la sortie d’un DVD qui passe en revue ses 20 ans d’humour. Aussi, elle incarne Laura Cadieux pour la troisième saison au réseau TVA où plus d’un million de spectateurs sont au rendez-vous. Pour souligner les 25 ans du Festival Juste pour rire, Lise est appelée à animer son propre Gala Juste pour rire.
À l'automne 2008, Lise anime pendant un an l'émission de radio Lise Dion à l'appareil sur les ondes de Rock Détente.
En 2009, elle signe la mise en scène du spectacle Complices des Grandes Gueules, ce qui lui vaut une nomination au gala des Olivier 2009. Elle fait un retour à la télévision, mais dans une série policière cette fois, Le Gentleman, réalisée par Louis Choquette et présentée à TVA. En 2010, elle fait une incursion dans l’univers musical et signe la mise en scène du spectacle « Pour cet amour» de Marie-Élaine Thibert.
Dans la collection « Au-delà des mots », on peut également lire quelques textes relatifs aux grands humoristes du Québec, dont Yvon Deschamps et Lise Dion (p. 124-125). Le texte de Lise Dion relate les différents prix qu'elle a gagné tout au long de sa carrière.
Lise Dion a publié, en 2011, aux Éditions Libre Expression  (ISBN 978-2-7648-0503-9), Le secret du coffre bleu, récit sur la vie de sa mère Armande Martel : une biographie qui la mène de quasi-orpheline d'un milieu ouvrier québécois, par une jeunesse au couvent et un stage religieux en Bretagne, aux camps de l'Allemagne nazie.
2011 marque également le retour de Lise dans Le temps qui court, son troisième spectacle solo. Le succès est instantané et Lise rafle le Félix du Spectacle de l’année – humour au gala de l’ADISQ et de Joueur le plus utile à son équipe au gala Les Olivier.
En 2013, un grand spectacle télédiffusé souligne les 25 ans de carrière de Lise, et elle se voit remettre pour l’occasion une plaque soulignant la vente d’un million de billets de spectacles, ce qui est un exploit quasi inégalé pour un artiste québécois.
Son troisième spectacle solo Le temps qui court, qui s'est terminé le 28 juin 2015, est sorti sur DVD le 10 novembre 2015.
Elle lance son quatrième spectacle solo en 2018.

## Carrière

### Spectacles
- 1997 : Lise Dion dans son premier one woman show
- 2002 : Lise Dion en tournée
- 2011 : Le temps qui court
- 2018 : Chu rendue là

### Télévision
- 1998: Km/h : Ève
- 2003-2007 : Le Petit Monde de Laura Cadieux : Laura Cadieux
- 2006-2007 : Le cœur à ses raisons : Drucilla Fleishman (saisons 2 et 3)
- 2009 : Le Gentleman : Marise Lavoie
- 2010-2012 : Les Rescapés : elle-même

### Cinéma
- 2000 : Méchant party : Carole
- 2004 : Ma vie en cinémascope : Manda Parent

### DVD
- 2005 : Lise Dion en tournée
- 2007 : Lise Dion : 20 ans d'humour
- 2015 : Le temps qui court